# اینتراستریفیکاسیون و اینترا استریفیکاسیون
اینتراستریفیکاسیون و اینترا استریفیکاسیون عبارت است از مهاجرت مولکول اسید چرب از تری‌گلیسریدی به تری‌گلیسریدی دیگر یا از نقطه‌ای به نقطه دیگر در همان تری گلیسرید که واکنش نوع اول را اینتر استریفیکاسیون و نوع دوم را اینترا استریفیکاسیون می‌نامند .نتیجه آن تولید مولکول جدید با مشخصات خاص خود می‌باشد.اینتراستریفیکاسیون آنزیمی به خاطر بالا بودن هزینه آنزیم گران تر است. بنابراین هزینه این روشها به این ترتیب افزایش می یابند:
مخلوط کردن، جزء به جزء سازی خشک ، اینتراستریفیکاسیون شیمیایی، هیدروژناسیون

## انواع
انواع اینتر استریفیکاسیون:
1. تصادفی
2. هدایت شده

http://www.jahanshimi.com/3275/%d8%a7%d8%b5%d9%84%d8%a7%d8%ad-%d8%b1%d9%88%d8%ba%d9%86-%d9%87%d8%a7/